# IC 3021
IC 3021 — галактика типу Sm (змішана спіральна галактика) у сузір'ї Діва.
Цей об'єкт міститься в оригінальній редакції індексного каталогу.